# American Society of Church History
L'American Society of Church History (ASCH) è stata fondata nel 1888 con le discipline della storia cristiana confessionale e ecclesiastica. Oggi gli interessi della società comprendono l'ampia gamma delle prospettive critiche degli studiosi, applicate alla storia del cristianesimo. La società è stata fondata dallo storico della chiesa Philip Schaff.
I documenti ASCH sono ospitati presso la Presbyterian Historical Society di Philadelphia.